# Dāl deux points verticaux souscrits
Cette page contient des caractères spéciaux ou non latins. S’ils s’affichent mal (▯, ?, etc.), consultez la page d’aide Unicode.
Dāl deux points verticaux souscrits ‹ 𐻂 › est une lettre additionnelle de l’alphabet arabe utilisée dans l’écriture du javanais avec le pegon. Elle est composée d’un dāl ‹ د › diacrité de deux points verticaux souscrits.

## Utilisation
Le dāl deux points verticaux souscrits est utilisé en javanais écrit avec l’alphabet arabe pegon et représente une consonne occlusive rétroflexe voisée [ɖ] qui a aussi été écrite avec dāl trois points souscrits ‹ ࢮ › ou dāl point souscrit ‹ ڊ ›.